# Сійлі
Сі́йлі (ест. Siili — «Їжаковий») — мікрорайон у районі Мустам'яє міста Таллінн, столиці Естонії.

## Географія

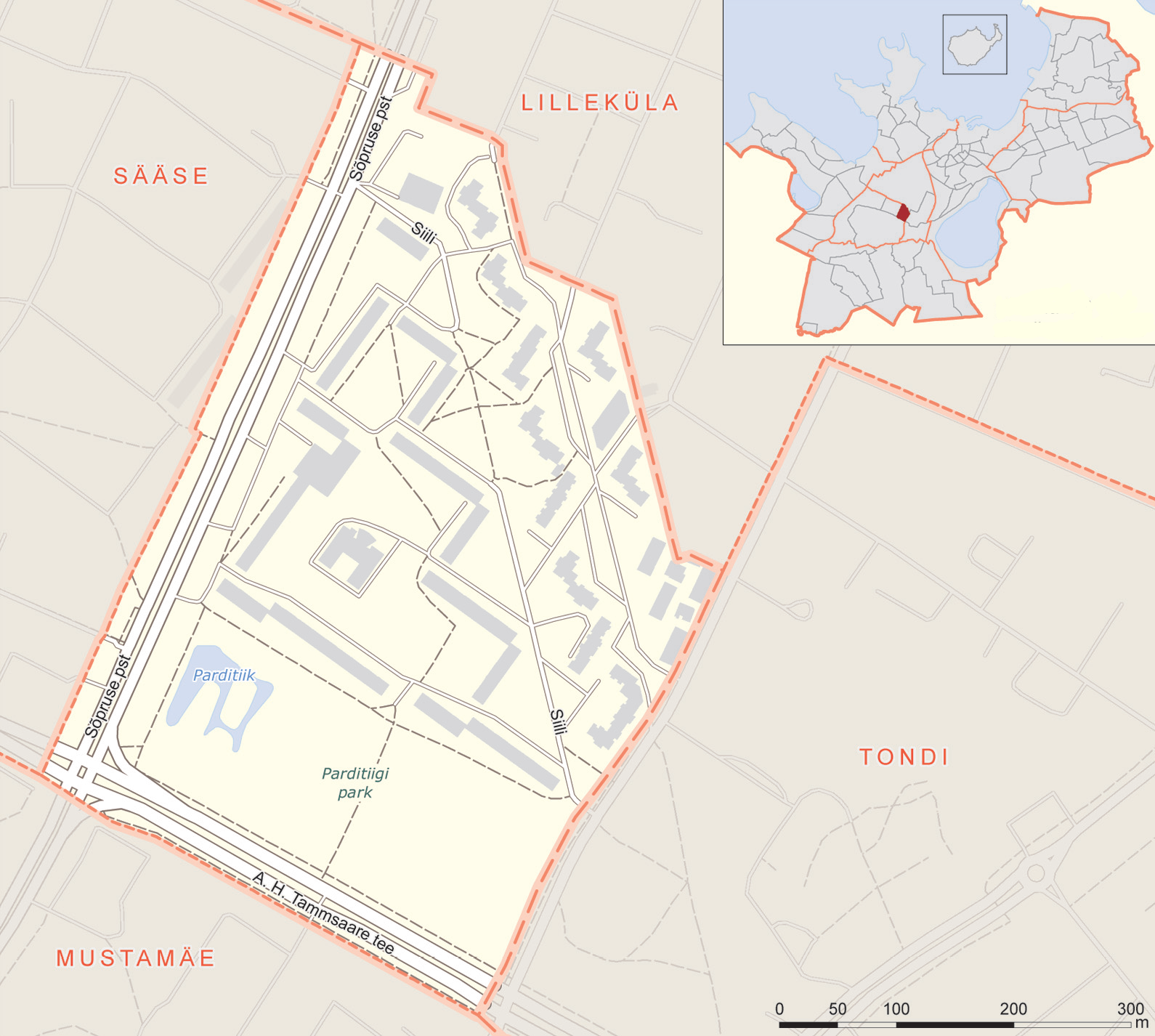
Карта мікрорайону Сійлі

Межує з мікрорайонами Ліллекюла, Тонді, Мустам'яє та Сяезе. Площа мікрорайону — 0,26 км2.

## Вулиці
Територією мікрорайону Сійлі проходять вулиця Сійлі, бульвар Сипрузе та вулиця А. Г. Таммсааре. На заході мікрорайон обмежує вулиця Нимме.

## Громадський транспорт
Бульваром Сипрузе ходять міські автобуси маршрутів № 11, 24, 28 та 72 та тролейбуси маршрутів № 3 і 4 (зупинка «Siili»). Вулицею Таммсааре курсують автобуси маршрутів № 12, 13, 20, 20А, 64 (найближча зупинка до мікрорайону Сійлі — «Retke tee»).

## Населення
| Чисельність населення | Чисельність населення | Чисельність населення | Чисельність населення | Чисельність населення | Чисельність населення | Чисельність населення | Чисельність населення | Чисельність населення | Чисельність населення | Чисельність населення | Чисельність населення | Чисельність населення | Чисельність населення |
| 2008                  | 2010                  | 2011                  | 2012                  | 2013                  | 2014                  | 2015                  | 2016                  | 2017                  | 2018                  | 2019                  | 2020                  | 2021                  | 2022                  |
| --------------------- | --------------------- | --------------------- | --------------------- | --------------------- | --------------------- | --------------------- | --------------------- | --------------------- | --------------------- | --------------------- | --------------------- | --------------------- | --------------------- |
| 3717                  | ▲3723                 | ▼3717                 | ▼3631                 | ▲3631                 | ▲3649                 | ▲3671                 | ▼3657                 | ▼3642                 | ▼3609                 | ▼3447                 | ▼3432                 | ▼3409                 | ▼3378                 |

## Історія
Мікрорайон Сійлі забудовано в 1971—1974 роках. Його назва походить від вулиці Сійлі. Спочатку він планувався як частина району Ліллекюла.
Проєкт детального планування (загальна житлова площа 61 тис. м2), розрахований на 3 тисячі жителів, склали архітектори Тію Аргус, Ейлі Куккур (Eili Kukkur) і інженер Карл Талло (Karl Tallo).

## Установи
За адресою вулиця Сійлі 14 до 2015 року працювала Юридична академія Талліннського університету — наступниця найстарішого приватного університету Естонії Akadeemia Nord. Нині там працює приватний навчальний заклад Vabaakadeemia Nord, що пропонує неформальну освіту в галузі мистецтва.
Від 2013 року в будівлі за адресою вулиця Сійлі 14 діє Школа Святого Йоганнеса. У парафіяльній школі, пов'язаній з Естонською православною церквою Московського патріархату, в перший рік роботи розпочали навчання 18 хлопчиків та 15 дівчаток.

## Парк Пардітійгі
У південній частині мікрорайону розташований парк Пардітійгі зі ставком та дитячим майданчиком. У ставку встановлено фонтан та скульптуру роботи Тауно Кангро «Мустам'яська красуня».
Парк створено на місці природного парку, що носив раніше назву ліс Тонді. Його площа 5,9 га. У парку зростає понад 150 видів трав. З дерев переважає вільха чорна, потім йдуть верба п'ятитичинкова, береза пухнаста і верба козяча, вздовж стежок і краів парку ростуть верба біла та осики. У заповнених водою улоговинах ростуть очерет, рогіз широколистий тощо.

## Галерея

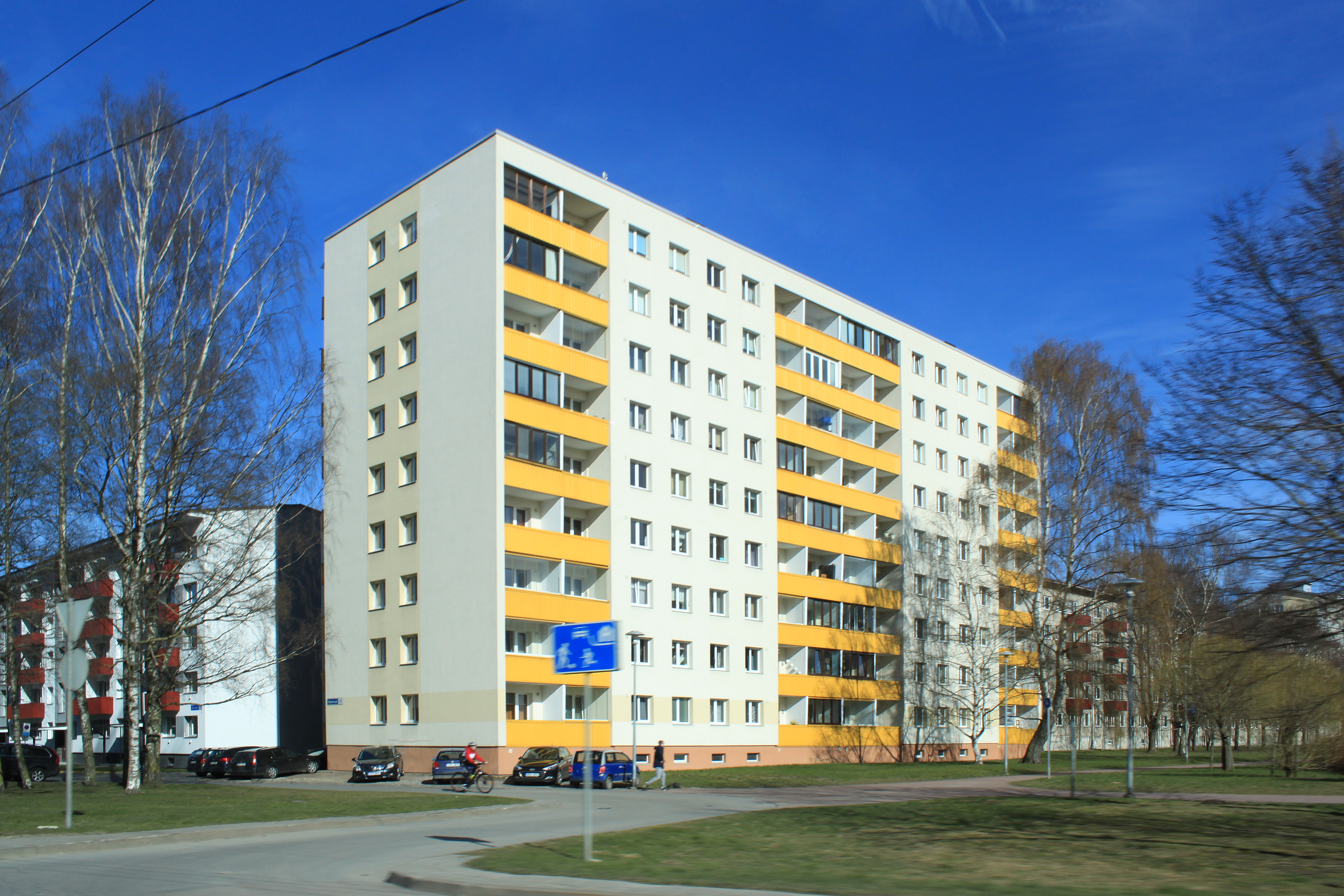
Житлові будинки радянської доби у мікрорайоні Сійлі
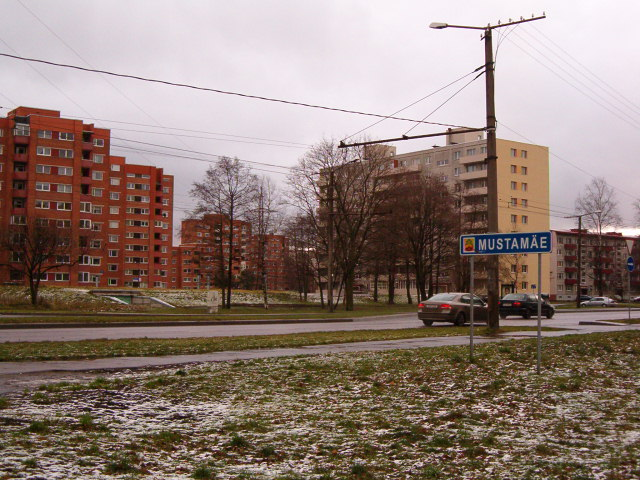
Житлові будинки у мікрорайоні Сійлі
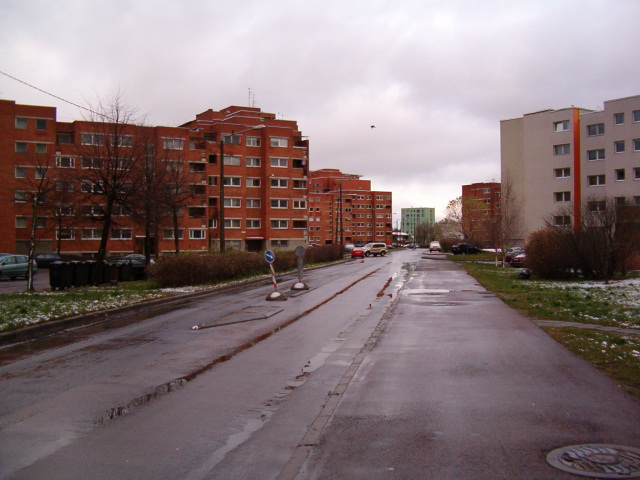
Вулиця Сійлі
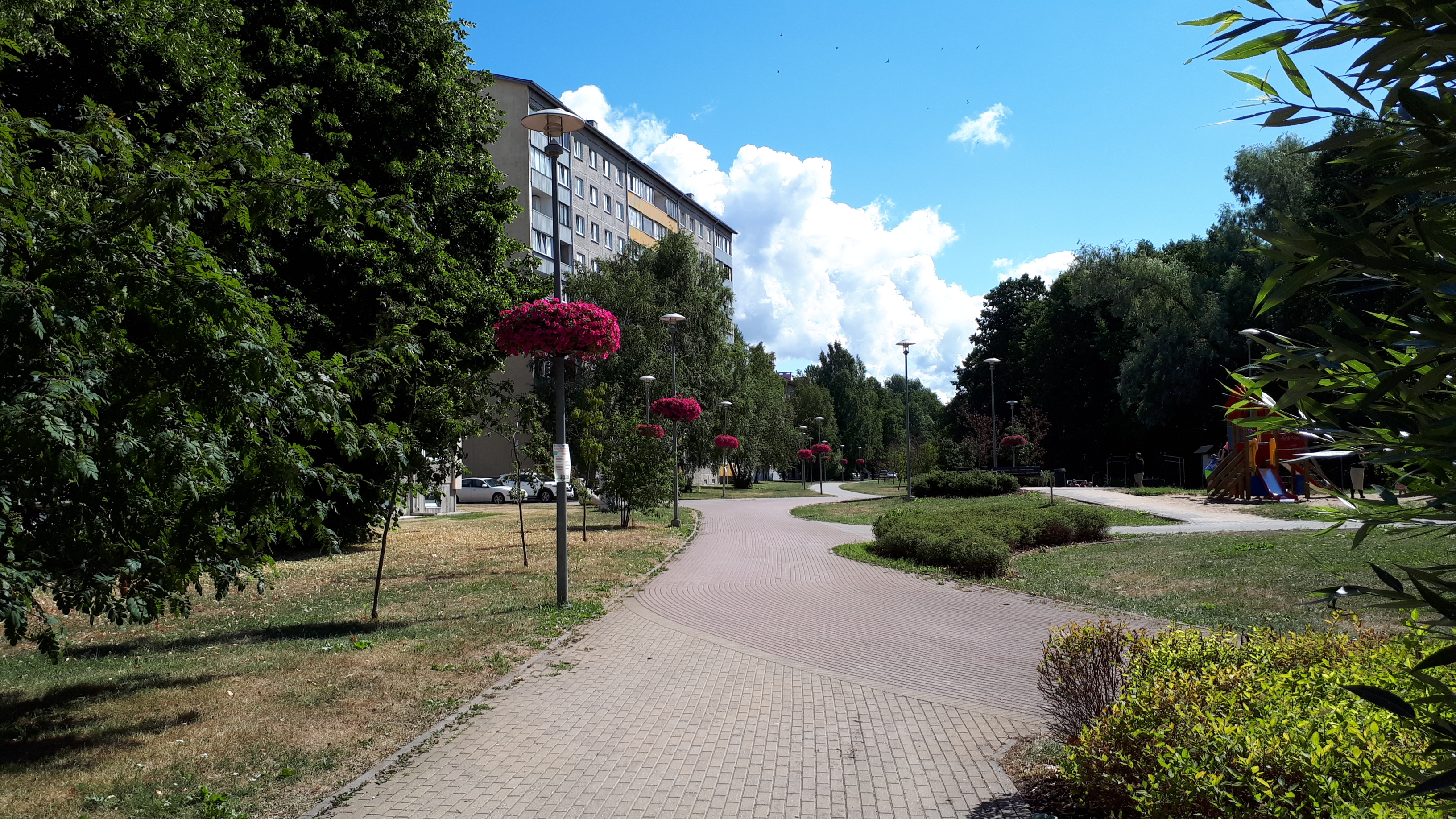
Парк Пардітійгі
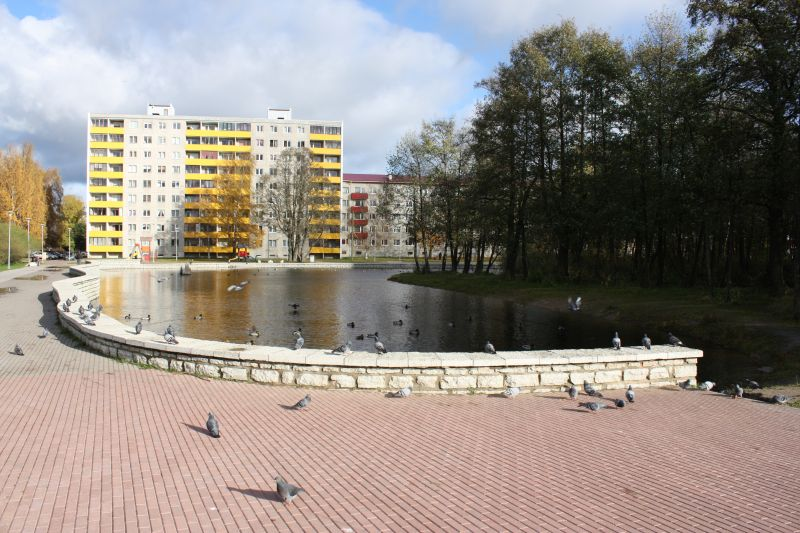
Ставок у парку Пардітійгі
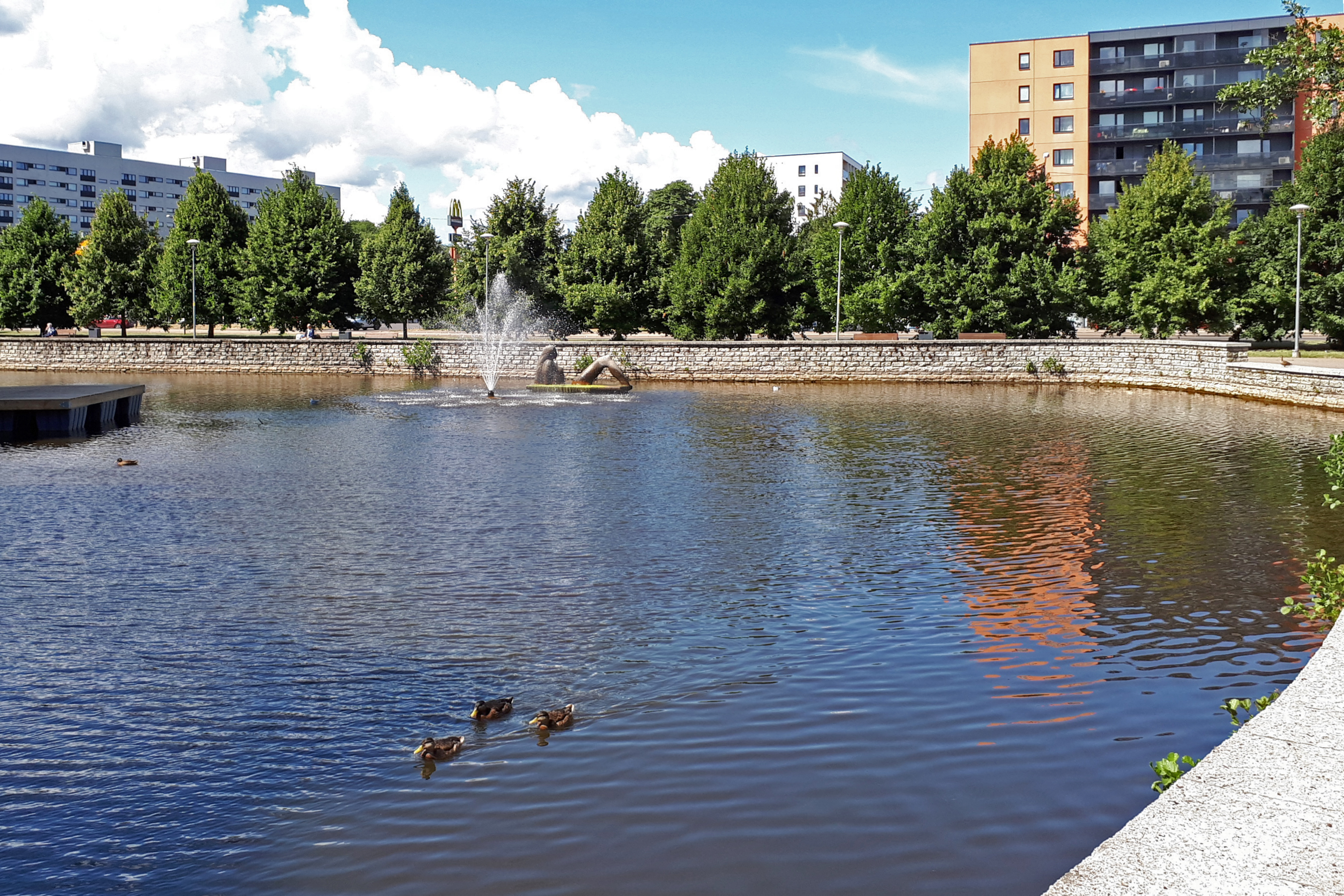
Скульптура «Мустам'яська красуня» у ставку парку Пардітійгі
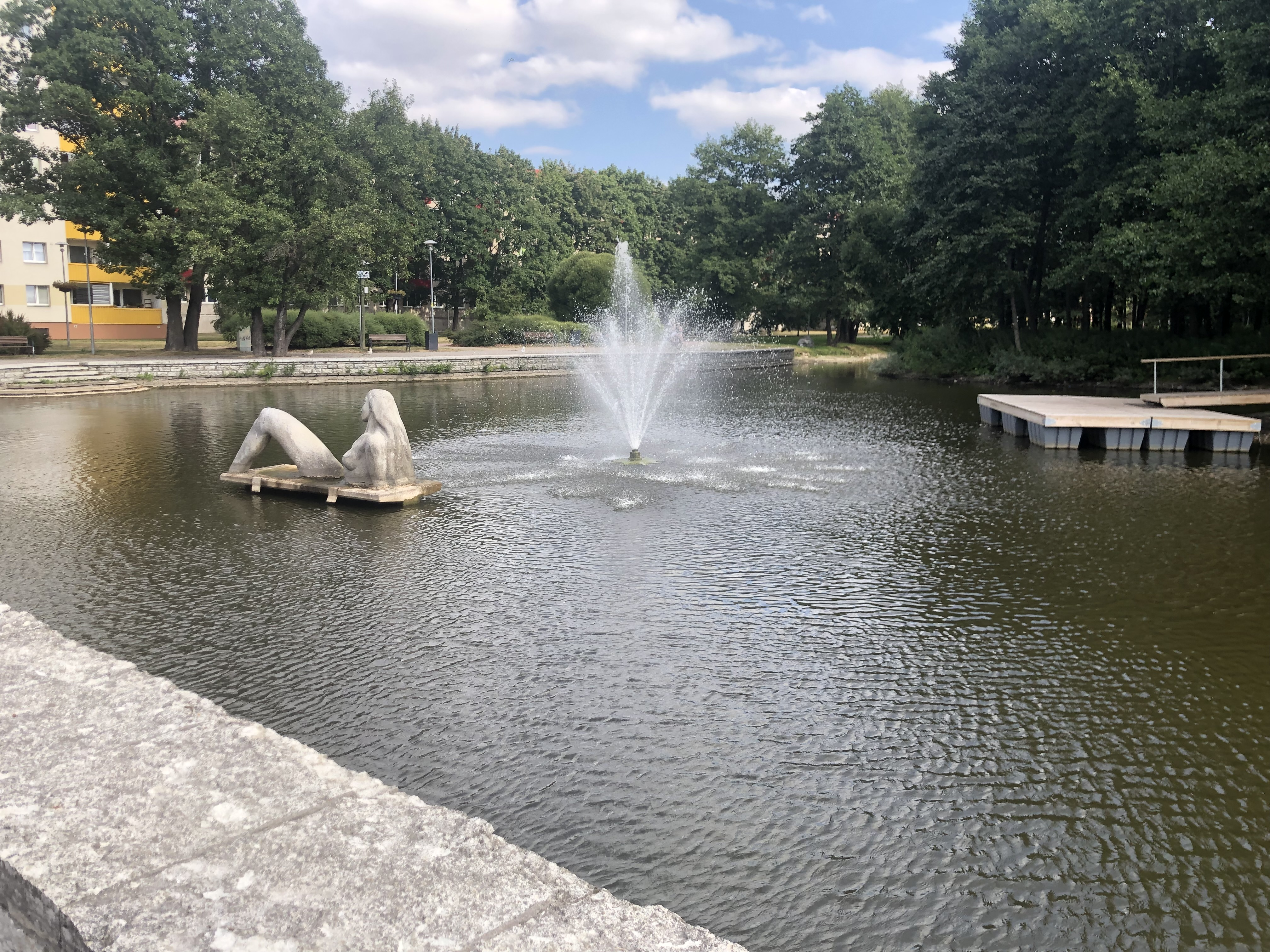
Скульптура «Мустам'яська красуня», вигляд з бульвару Сипрузе
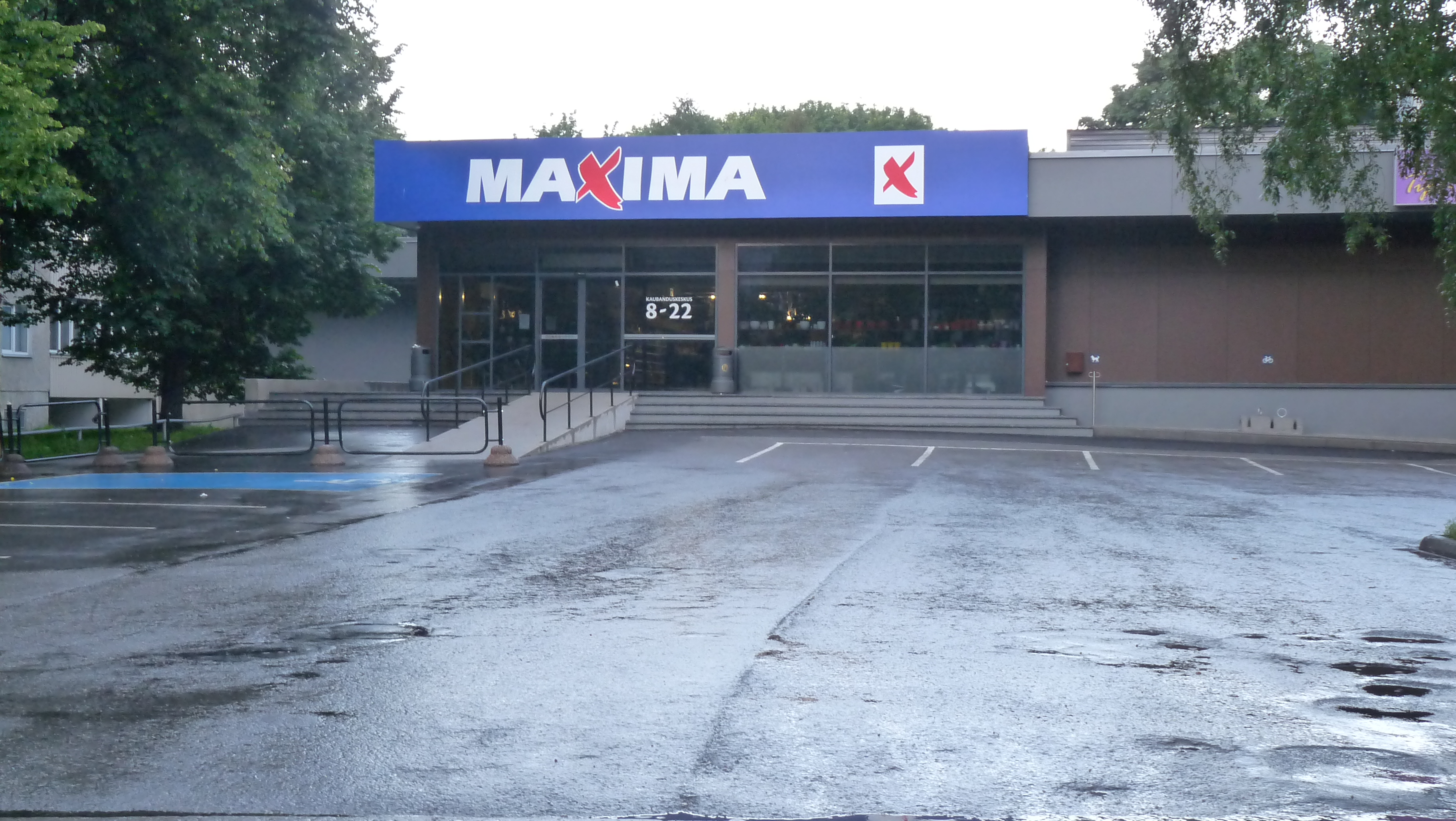
Магазин торгової мережі Maxima у Сійлі (колишній ABC[ru]-3)